# Mantrijeron
Mantrijeron ist ein Distrikt (Kecamatan) innerhalb der Stadt (Kota) Yogyakarta, die Hauptstadt der gleichnamigen Sonderregion im Süden der Insel Java ist. Der Kecamatan liegt im Südosten der Stadt und grenzt im Westen an den Kecamatan Kasihan sowie im Süden an den Kecamatan Sewon, beide vom Kabupaten Bantul. Der Norden und Osten wird von vier internen Kecamatan begrenzt. Ende 2021 zählte der Distrikt 35.469 Einwohner auf 2,61 km² Fläche.

## Verwaltungsgliederung
Der Kecamatan (auch Kemantren genannt) gliedert sich in fünf städtische Kelurahan:
| PUM-Code 1    | Kelurahan        | Fläche (km²) | Bevölkerung zur Volkszählung 2 | Bevölkerung zur Volkszählung 2 | Bevölkerung zur Volkszählung 2 | Bevölkerung zur Volkszählung 2 | Bevölkerung zur Volkszählung 2 | Bevölkerung zur Volkszählung 2 | RW/ RT 4 |
| PUM-Code 1    | Kelurahan        | Fläche (km²) | 002000                         | 002010                         | Männer                         | Frauen                         | 2020                           | Dichte 3                       | RW/ RT 4 |
| ------------- | ---------------- | ------------ | ------------------------------ | ------------------------------ | ------------------------------ | ------------------------------ | ------------------------------ | ------------------------------ | -------- |
| 34.71.08.1001 | Gedongkiwo       | 0,90         | 12.276                         | 12.334                         | 6.768                          | 6.853                          | 13.621                         | 15.134,4                       | 18/86    |
| 34.71.08.1002 | Suryodiningratan | 0,85         | 10.397                         | 10.214                         | 5.180                          | 5.668                          | 10.848                         | 12.762,4                       | 17/70    |
| 34.71.08.1003 | Mantrijeron      | 0,86         | 9.884                          | 8.719                          | 4.222                          | 4.649                          | 8.871                          | 10.315,1                       | 20/75    |
| 34.71.08      | Kec. Mantrijeron | 2,61         | 32.557                         | 31.267                         | 16.170                         | 17.170                         | 33.340                         | 12.774,0                       | 55/231   |

## Demographie
Grobeinteilung der Bevölkerung nach Altersgruppen (zum Zensus 2020)
| Altersgruppen | 00Männer | 00Frauen | zusammen |
| ------------- | -------- | -------- | -------- |
| 0–14          | 3.213    | 3.139    | 6.352    |
| 15–64         | 11.576   | 12.150   | 23.726   |
| 65+           | 1.381    | 1.881    | 3.262    |
| gesamt        | 16.170   | 17.170   | 33.340   |
| anteilig (%)  |          |          |          |
| 0–14          | 19,87    | 18,28    | 19,05    |
| 15–64         | 71,59    | 70,76    | 71,16    |
| 65+           | 8,54     | 10,96    | 9,78     |

### Bevölkerungsentwicklung
In den Ergebnissen der sieben Volkszählungen seit 1961 ist folgende Entwicklung ersichtlich:
| Einheit/Jahr     | 1961         | 1971         | 1980         | 1990         | 2000         | 2010         | 2020         |
| ---------------- | ------------ | ------------ | ------------ | ------------ | ------------ | ------------ | ------------ |
| Kec. Mantrijeron | 22.771       | 25.510       | 31.561       | 32.845       | 32.557       | 31.267       | 33.340       |
| Anteil in %      | 1,02         | 1,03         | 1,15         | 1,13         | 1,04         | 0,90         | 0,91         |
| Kota Yogyakarta  | 306.296      | 340.491      | 398.089      | 412.059      | 396.711      | 388.627      | 373.589      |
| Sonderregion DIY | 00 2.231.062 | 00 2.487.177 | 00 2.750.025 | 00 2.912.611 | 00 3.120.478 | 00 3.457.491 | 00 3.66.8719 |